# 井上忠行
井上 忠行（いのうえ ただゆき、1935年10月25日 - 2007年12月15日）は、福岡県出身のプロ野球選手、プロ野球審判員。セ・リーグ袖番号は2（1988年初採用から2001年退職まで、専任指導員に転じた1997年以降もつけていた。2004年以降は敷田直人がつけている。）。

## 来歴・人物

### プロ野球選手として
八女工業高校卒業後、門司鉄道管理局に進み、1956年の都市対抗に出場。1957年に西鉄ライオンズに内野手として入団。1959年には一軍に定着、主に一塁手として起用される。1962年には、選手兼監督に就任した中西太の故障が悪化したこともあり、一塁手、三塁手として56試合に先発出場を果たす。しかし翌年にはジョージ・ウィルソン、ジム・バーマらが入団して出場機会が減り、1964年限りで現役引退。現役時代の通算記録は、実働8年で584試合に出場し、945打数170安打の.180、18本塁打、71打点、3盗塁。1963年には日本シリーズにも出場している。

### 審判員として
セ・リーグ審判部に入局、関西審判部の中堅として長年活躍した。審判員としての出場記録は通算3265試合、日本シリーズ6回（1984年・1985年・1987年・1991年・1994年・1996年）、オールスター6回。日本シリーズでは、1985年・1991年に第4戦、1984年に第7戦の球審をそれぞれ担当している。引退前年の1996年には、61歳という高齢ながらオールスター・日本シリーズに出場している。
有名な試合としては、1987年中日の近藤真市によるルーキー初登板・初先発ノーヒットノーラン達成試合で球審をしていた。井上はこの試合を振り返り、「5回辺りから記録達成の予感がした」と述懐している。また1993年6月9日の巨人対ヤクルト戦で、ヤクルトのルーキー伊藤智仁が16奪三振を奪いながら篠塚和典にサヨナラホームランを打たれた試合で球審。1994年10月8日の中日対巨人の同率首位決戦（10.8決戦）で一塁塁審、引退した1997年9月2日の横浜ベイスターズ対ヤクルトスワローズでヤクルト石井一久がノーヒットノーランを達成した試合で球審を務めている。
1997年に引退後、2001年まで審判指導員をつとめた。プロ野球マスターズリーグで審判をつとめ、他にも大東市などの少年野球の指導などで活躍していた。（中村剛也も所属していた大東市の少年野球リーグでは審判部長）
大柄な身体で、大食漢、ストライクゾーンが広い審判であった。1986年秋よりインサイドプロテクターを使用した（1987年開幕から使用。）。
2007年12月15日、沖縄でのマスターズリーグの試合後、急性心筋梗塞を発症し急逝。72歳没。

## 詳細情報

### 年度別打撃成績
| 年 度     | 球 団     | 試 合 | 打 席 | 打 数 | 得 点 | 安 打 | 二 塁 打 | 三 塁 打 | 本 塁 打 | 塁 打 | 打 点 | 盗 塁 | 盗 塁 死 | 犠 打 | 犠 飛 | 四 球 | 敬 遠 | 死 球 | 三 振 | 併 殺 打 | 打 率 | 出 塁 率 | 長 打 率 | O P S |
| --------- | --------- | ----- | ----- | ----- | ----- | ----- | -------- | -------- | -------- | ----- | ----- | ----- | -------- | ----- | ----- | ----- | ----- | ----- | ----- | -------- | ----- | -------- | -------- | ----- |
| 1957      | 西鉄      | 27    | 34    | 33    | 3     | 3     | 0        | 0        | 1        | 6     | 3     | 0     | 0        | 0     | 0     | 1     | 0     | 0     | 13    | 3        | .091  | .118     | .182     | .299  |
| 1958      | 西鉄      | 13    | 11    | 11    | 2     | 2     | 0        | 0        | 0        | 2     | 0     | 1     | 0        | 0     | 0     | 0     | 0     | 0     | 2     | 0        | .182  | .182     | .182     | .364  |
| 1959      | 西鉄      | 69    | 203   | 188   | 14    | 38    | 4        | 0        | 4        | 54    | 18    | 1     | 1        | 1     | 3     | 10    | 0     | 1     | 43    | 7        | .202  | .246     | .287     | .533  |
| 1960      | 西鉄      | 100   | 219   | 201   | 16    | 35    | 8        | 0        | 1        | 46    | 12    | 0     | 1        | 0     | 0     | 18    | 0     | 0     | 40    | 7        | .174  | .242     | .229     | .471  |
| 1961      | 西鉄      | 91    | 110   | 103   | 8     | 17    | 7        | 0        | 2        | 30    | 6     | 0     | 1        | 1     | 1     | 4     | 0     | 1     | 16    | 5        | .165  | .204     | .291     | .495  |
| 1962      | 西鉄      | 124   | 295   | 268   | 22    | 54    | 11       | 0        | 8        | 89    | 26    | 1     | 1        | 4     | 4     | 18    | 1     | 1     | 39    | 9        | .201  | .254     | .332     | .586  |
| 1963      | 西鉄      | 94    | 74    | 65    | 8     | 10    | 1        | 0        | 1        | 14    | 2     | 0     | 1        | 0     | 0     | 7     | 0     | 2     | 15    | 3        | .154  | .257     | .215     | .472  |
| 1964      | 西鉄      | 66    | 84    | 76    | 6     | 11    | 1        | 0        | 1        | 15    | 4     | 0     | 1        | 3     | 0     | 4     | 0     | 1     | 15    | 1        | .145  | .198     | .197     | .395  |
| 通算：8年 | 通算：8年 | 584   | 1030  | 945   | 79    | 170   | 32       | 0        | 18       | 256   | 71    | 3     | 6        | 9     | 8     | 62    | 1     | 6     | 183   | 35       | .180  | .235     | .271     | .506  |

### 背番号
- 29 （1957年 - 1959年）
- 2 （1960年 - 1964年）

## 審判出場記録
- 初出場：1966年10月7日、阪神対広島29回戦（甲子園）、右翼外審
- 出場試合数：3263試合
- オールスター出場：6回
- 日本シリーズ出場：6回

（記録は1997年シーズン終了時点）